# Турівка (Курська область)
Турівка (рос. Туровка) — присілок в Обоянському районі Курської області Російської Федерації.
Населення становить 50 осіб. Входить до складу муніципального утворення Усланська сільрада.

## Історія
Населений пункт розташований на території українського етнічного та культурного краю Східна Слобожанщина.
Від 2004 року входить до складу муніципального утворення Усланська сільрада.

## Населення
| 2002 | 2010 |
| ---- | ---- |
| 68   | ↘50  |